# Max Theiler
Max Theiler, född 30 januari 1899 i Pretoria/Tshwane i Transvaal/Gauteng i Sydafrika, död 11 augusti 1972 i New Haven i New Haven County i Connecticut, var en sydafrikansk-amerikansk läkare och virolog, mest känd för sitt arbete med gula febern. Han arbetade vid Rockefeller Foundation 1930-64 och var professor vid Yale University 1964-67.

## Biografi
Theilers far hade schweiziskt ursprung och arbetade som veterinär och Max var ett av de fyra barnen. Efter läkarexamen 1922 emigrerade Theiler till USA för att forska vid Harvard University School of Tropical Medicine i Cambridge, Massachusetts, och hans första arbete i USA gällde amöbadysenteri och råttbettsfeber (rat-bite fever). Han kom sedan att kopplas vidare till en grupp som arbetade med gula febern och dess smittämne. Man fann att myggor var vektorer för viruset och 1930 fann Theiler att vita möss kunde infekteras med viruset, om det sprutades in i hjärnan (intracerebralt). Efter det rekryterades Theiler till Rockefellergruppen, där man fann att viruset kunde försvagas genom upprepade passager via möss. Den då erhållna försvagade virusstammen, kallad "17D", prövades på rhesusapor och visade att den fungerade som ett skyddande vaccin.
Theiler tilldelades Nobelpriset i fysiologi eller medicin 1951 för sitt arbete med gula febern och vaccinet mot sjukdomen, "For his discoveries concerning yellow fever".